# 錦繍文庫
錦繍文庫（くむすぶんこ）は、かつて兵庫県尼崎市に存在した朝鮮半島に関する図書や美術品を所蔵・展示していた私立図書館。2012年8月に閉鎖し、その蔵書を韓国に移転、同名の「錦繍文庫」（朝: 금수문고）を全羅南道順天市にある青巌大学校内に開館した。

## 日本での概要
在日コリアンの尹勇吉（ユン・ヨンギル）が1987年に開館。場所は兵庫県尼崎市名神町1丁目12番地 尼産ビル5F。開館時間は10:00 - 17:00であった。水・木曜日、祝日、第3日曜日が休館日であった。

## 現在の概要
全羅南道順天市・青巌大学校内に開館。日本や朝鮮半島各地で収集された資料約2万3000点を所蔵。